# De ballade van de Daltons
De ballade van de Daltons is een Lucky Luke-stripalbum getekend door Morris en geschreven door René Goscinny. Het draagt nummer 17 in de reeks van Dargus/Lucky Comics en is het 48ste album uit de hele reeks. In het album staan ook nog drie andere verhalen. 
Het eerste verhaal in dit album is gebaseerd op de gelijknamige tekenfilm, die zowel op VHS als op dvd is uitgebracht. De andere drie andere korte verhalen zijn niet verfilmd. 

## Verhalen

### De ballade van de Daltons
Een zanger zingt het lied De wraak van de Daltons, over Lucky Luke en de Daltons. De Daltons krijgen van notaris Augustus Betting te horen dat hun oom Henry Dalton is opgehangen - een natuurlijke dood volgens de Daltons. Ze krijgen de erfenis van hun oom, maar daar zit één voorwaarde aan vast: ze moeten alle leden van de jury en de rechter vermoorden die bij het proces tegen hun oom betrokken waren, en Lucky Luke moet getuigen dat de Daltons iedereen hebben vermoord.

### I'm a poor lonesome horse
Er is iets mis met Jolly Jumper. De medicijnman van de Indianen zegt dat hij ziek in zijn hoofd is. Lucky Luke gaat langs bij Buck Morgan en Jolly Jumper ontmoet daar Lulubelle, een prachtig schoon paard. Jolly is verliefd maar hij ontdekt dat Lulubelle al is getrouwd met Red Flag, een zwart paard. Jolly Jumper is nu echter genezen.

### Herrie in Pancake Valley
Jolly Jumper is verdwenen en Lucky Luke heeft een knoop gevonden van een broek. Lucky Luke gaat de eigenaar van de knoop zoeken.

### De sheriff-school
In Dead Cattle Gulch is een sheriff-school. Dat is een idee van senator Marvey Honeysuckle. De leider van de school is Samuel Sweettears. De school is eigenlijk niks, maar als Lucky Luke komt, gaat hij helpen met de school, die een gerespecteerd instituut wordt.